# 查尔斯·温斯特德
查尔斯·巴特塞尔·“查理”·温斯特德（Charles Batsell "Charlie" Winstead，1891年5月25日—1973年8月3日）是1930至1940年代的联邦调查局探员，其曾1934年7月22日在伊利诺伊州芝加哥和克拉伦斯·赫特（Clarence Hurt）以及赫尔曼·霍利斯这两位探员一同击毙了帮派成员约翰·迪林杰。
他後來从联邦调查局辞职。第二次世界大战后期，查尔斯·温斯特德在美國陆军任職，並且成為一名情报和安全官员。曼哈顿计划期间，他曾负责洛斯阿拉莫斯国家实验室的安保工作。 
1973年8月3日，温斯特德因癌症去世。 